# Боречко, Ирина Викентьевна
Ирина Викентьевна Боречко (род. 13 января 1972) — казахстанская гандболистка, чемпион Азии 2002 года, двукратный серебряный призёр Азиатских игр, мастер спорта Республики Казахстан международного класса.

## Биография
В детстве увлекалась плаванием, но затем занялась гандболом. С 12 лет тренировалась у Заслуженного тренера Республики Казахстан Афанасия Ли.
Выпускница Казахского института физической культуры и спорта, выступала за алма-атинские клубы «Экономист» и «Алматы», играла в чемпионатах России и Турции.
С 1999 по 2008 годы выступала за сборную Казахстана, с которой выиграла чемпионат Азии по гандболу в 2002 году, дважды завоёвывала серебряные медали Азиатских игр в 2002 и 2006 годах, а также играла на чемпионатах мира и выступила на Олимпиаде.
В 2008 году Ирина Боречко завершила спортивную карьеру, тренерские курсы посещает с 2004 года.
В 2009 году руководила гандбольной командой Караганды, которая завоевала бронзовые медали чемпионата Казахстана. С 2014 года — действующий тренер белорусского клуба БНТУ-БЕЛАЗ, тренирует команду девочек 2004/2005 годов рождения.